# قدمگاه (بوانات)
قدمگاه (بوانات)، روستایی از توابع بخش مرکزی شهرستان بوانات در استان فارس ایران است.

## جمعیت
این روستا در دهستان مزایجان قرار دارد و براساس سرشماری مرکز آمار ایران در سال ۱۳۸۵، جمعیت آن ۸۶ نفر (۲۵خانوار) بوده‌است.